# Abdul Hakim
Abdul Hakim, bangladeški pevec, * ok. 1620, † ok. 1690.